# Hibiscadelphus puakuahiwi
Hibiscadelphus puakuahiwi är en malvaväxtart som beskrevs av K. Baker och S.Allen. Hibiscadelphus puakuahiwi ingår i släktet Hibiscadelphus och familjen malvaväxter. Inga underarter finns listade i Catalogue of Life.